# Irkab-Damu
Irkab-Damu je bil kralj prvega Eblaitskega kraljestva, ki je vladal okoli leta 2340 pr. n. št. Med njegovo vladavino je Ebla postal dominantna sila v Levantu.
Med njegovim vladanjem je začel pomembno vlogo v notranjih zadevah in vojski dobivati vezir. V tem času je imela Ebla dobre diplomatske odnose z okoliškimi kraljestvi.

## Vladanje
Irkab-Damu je nasledil kralja Igriš-Halama, ki je bil šibek vladar in je moral plačevati davek Mariju, s katerim je bil v dolgoletni vojni. Irkab-Damu je svojo vladavino začel s sklenitvijo mirovnega in trgovskega sporazuma z Abarsalom, ki je bil verjetno nekje ob Evfratu vzhodno od Eble. Sporazum je eden od prvih tovrstnih sporazumov v zgodovini.
V prvih letih vladanja je tudi Irkab-Damu plačeval davek Mariju. V Ebli so odkrili pismo Enna-Dagana Marijskega, ki ga je marijski monarh izrabljal za orodje za vsiljevanje svoje nadoblasti. V pismu je zgodovinska pripoved o zmagah Ena-Daganovih predhodnikov nad Eblo.

### Širjenje kraljestva
Irkab-Damu je sprožil uspešno protiofenzivo proti Mariju in prenehal plačevati davek. Meje Eble je razširil do njenega največjega obsega in obvladoval ozemlje, ki je obsegalo skoraj polovico sodobne Sirije. Polovica ozemlja  je bila pod njegovo neposredno oblastjo in upravo njegovih guvernerjev, v drugi polovici pa so vladali njegovi vazali, ki so plačevali davek in mu dajali vojaško podporo.  Tablica iz Eble omenja eblaitsko zmago nad Nagarjem, verjetno iz obdobja Irkab-Damujeve vladavine. Na isti tablici je omenjen tudi sporazum z Ena-Daganom. Irkab-Damu je za prvega vezirja Eble imenoval Arrukuma, ki je ostal na tem položaju pet let. Njegov sin Ruzi-Malik se je poročil s kraljevo hčerko, princeso Iti-Mut.
Pomemben del Irkab-Damujeve politike je bila diplomacija. Na glinasti tablici iz arhiva Eble je kopija diplomatskega sporočila, poslanega iz Eble kralju Ziziju Hamazijskemu. Kralju so razen pisma poslali tudi veliko količino lesa in ga pozdravljali kot brata. Od njega so zahtevali, da Ebli v zameno pošlje svoje najemnike. V kraljevi palači so odkrili tudi darila iz Egipta, kar kaže na daljnosežne eblaitske diplomatske odnose.

## Družina in nasledstvo
Irkab-Damu je bil sin kralja Igriš-Halama in njegove kraljice Kesdut. Vladal je enajst let. V petem letu vladanja se je poročil z Disigu. V zadnjih dveh letih vladanja se se je zelo okrepil položaj vezirja Ibriuma, ki je med vladanjem Irkab-Damujevega sina in naslednika Isar-Damuja postal najmočnejši mož v državi.